# Patrick Ianni
Patrick Ianni est un joueur de soccer américain né le 15 juin 1985 à Lodi en Californie. Il évolue toute sa carrière en Major League Soccer au poste de défenseur central.

## Biographie
À l'issue de la saison 2014, le Fire de Chicago ne prolonge pas son contrat, il annonce finalement sa retraite le 12 janvier 2015 à seulement 29 ans.

### Université
Après avoir fini la saison junior à l'UCLA. Il a également joué en USL avec California Victory.

### Carrière professionnelle
Ianni a été repêché en huitième position lors de la MLS SuperDraf de 2006t. Ianni a été prêté à California Victory en USL-1 en mai 2007, mais il a joué deux matchs avant de rejoindre le Dynamo de Houston.

## Sources
- (en) Cet article est partiellement ou en totalité issu de l’article de Wikipédia en anglais intitulé « Patrick Ianni » (voir la liste des auteurs).